# Поршнева, Екатерина Борисовна
Екатерина Борисовна Поршнева (20 марта 1931, Москва — 30 марта 2018, Уэст-Роксбери, Массачусетс, США) — советский и российский востоковед-синолог, историк, доктор исторических наук, научный сотрудник Института востоковедения РАН, специалист по истории религий и культуры Китая.

## Биография
Родилась в семье историка и социолога Б. Ф. Поршнева и Веры Фёдоровны Книпович. В 1955 году окончила исторический факультет МГУ им. М. В. Ломоносова. Специализировалась по кафедре стран Востока. Поступила в аспирантуру Института китаеведения АН СССР. В 1963 оду защитила кандидатскую диссертацию «Народное восстание 1796—1804 гг. под руководством общества „Байляньцзяо“».
В 1960 году стала научным сотрудником ИК АН СССР (ныне — Институт востоковедения РАН). С 1992 года — ведущий научный сотрудник.
В 1992 году в Институте востоковедения РАН защитила докторскую диссертацию «Религиозные движения позднесредневекового Китая: проблемы идеологии».
В 1990-е годы переехала в США, жила в Бостоне. Скончалась 30 марта 2018 года, похоронена на кладбище Уэст-Роксбери.

## Научная деятельность
Основная область научных интересов — история религий и культуры Китая.
Тематика, связанная с ролью общества Белого лотоса и его идеологии в восстании 1796—1804 годов, является одной из центральных в научном поиске Е. Б. Поршневой. Этой проблеме посвящён ряд статей и монография «Учение „Белого лотоса“ — идеология народного восстания 1796—1804 гг.» (1972). Затрагивается эта тема и в книге «Религиозные движения позднесредневекового Китая: Проблемы идеологии» (1991), где раскрывается феномен сектантства, которое являлось важной составляющей китайской традиционной культуры. Автор анализирует истоки сектантской религии, прослеживает её идейную перекличку с даосизмом и буддизмом. По мнению исследователя, именно на этой основе сформировалась милленаристская традиция, привёдшая к неизбежному конфликту с государство. Восстание 1796—1804 годов было прежде всего конфликтом идеологий и ценностей, проявившимся также в форме политического противостояния.

## Основные работы
- Народное восстание 1796—1804 гг. // КСИНА. 1961. № 53. С. 60-72.
- Учение «Белого лотоса» — идеология народного восстания 1796—1804 гг. М.: Наука, 1972. 194 с.
- Трансформация древнеиранского культа бога Митры в ранних христианских сектах и тайных обществах средневекового Китая // Китай: история, культура и историография. М., 1977.
- О понятии «религиозная секта» — се цзяо (историография вопроса) // IX научная конференция «Общество и государство в Китае» (далее — ОГК). Ч. 3. М., 1978.
- Народная религиозная традиция в Китае XIX—XX вв. // Социальные организации в Китае. М., 1981.
- Некоторые основные черты милленаристских движений в Китае (к постановке проблемы) // XII научная конференция ОГК. Ч. 3. М., 1981.
- Даосская традиция в народных религиозных движениях // Дао и даосизм в Китае. М., 1982. С. 259—273.
- Мир и война в сектантской традиции Китая (опыт социально-психологического анализа религиозных установок) // XIV научная конференция ОГК. Ч. 1. М., 1983. С. 211—225.
- «Учения» и религии в Восточной Азии в период средневековья // НАА. 1986. № 1. С. 79-95. (совм. с Мартыновым А. С.)
- Религиозные движения как форма массового сознания // XXI научная конференция ОГК. Ч. 3. М., 1990.
- Из истории одной милленаристской традиции (первая пол. XVII — нач. XX в.) // XXII научная конференция ОГК. Ч. 1. М., 1991.
- О месте «гунфу» в народной сектантской традиции (на материале буддийских сект) // Психологические аспекты буддизма. Новосибирск, 1991.
- Религиозные движения позднесредневекового Китая: Проблемы идеологии. М.: Наука, 1991. 218,[2] с.[1]
- Дальневосточная концепция человека в современной отечественной синологии // Личность в традиционном Китае. М., 1992.